# JAMin
JAMin es la suite de masterización de audio de JACK Audio Connection Kit. JAMin es una aplicación de código abierto diseñada para realizar la masterización de audio profesional de los flujos de entrada estéreo. Utiliza LADSPA para el procesamiento de señal digital (DSP). JAMin está licenciado bajo la GNU General Public License.

## Características JAMin[1]
- filtros lineales.
- JACK I/O.
- Ecualizador gráfico de 30 bandas.
- 1023 bandas de ecualización dibujadas a mano con controles paramétricos.
- Analizador de espectro.
- Compresor de picos de 3 bandas.
- Limitador Lookahead brickwall.
- Procesamiento estéreo multibanda.
- Predefinidos y escenas.
- Maximizador de la sonoridad.

## Requerimientos de Software[2]
JAMin requiere los siguientes componentes instalados en tu sistema (en inglés):
- ALSA — Advanced Linux Sound Architecture
- JACK — JACK Audio Connection Kit
- LADSPA — Linux Audio Developer's Simple Plug-in API
- SWH plug-ins — Steve Harris' LADSPA plug-ins
- FFTW — Fastest Fourier Transform in the West
- liblo — an implementation of OSC protocol
- libsndfile — Erik de Castro Lopo's sound file I/O
- GTK — The GIMP Toolkit

## Requerimientos de Hardware[2]
Se recomienda usar el hardware más reciente posible.2 CPU si es posible. Sin embargo, está reportado que corre en un AMD Athlon 1700+ (1.46 GHz) con 512 MB de memoria RAM PC133, esto se puede hacer realidad corriendo un Ardour-->JAMin con 12 o 16 pistas más efectos sin ningún problema.

Ventana principal de JAMin